# Solenopsis gallica
Solenopsis gallica é uma espécie de formiga do gênero Solenopsis, pertencente à subfamília Myrmicinae.